# MapServer
MapServer es un entorno de desarrollo en código abierto (Open Source Initiative) para la creación de aplicaciones SIG en Internet/Intranet con el fin de visualizar, consultar y analizar información geográfica a través de la red mediante la tecnología Internet Map Server (IMS). MapServer no es un SIG completo, pero tampoco aspira a serlo.

## Características
Sus características principales son:
- Se ejecuta bajo plataformas Linux/Apache y Windows (MS4W)
- Formatos vectoriales soportados: ESRI shapefiles, PostGIS, ESRI ArcSDE, GML y otros muchos vía OGR.
- Formatos raster soportados: JPG, PNG, GIF, TIFF/GeoTIFF, EPPL7 y otros vía GDAL.
- Fuentes TrueType
- Configuración "al vuelo" vía parámetros GET pasados por URL
- MapScript proporciona una API para poder acceder a las funcionalidades de MapServer mediante lenguajes de programación como PHP, Java, Perl, Python, Ruby o C#.
- Soporte de estándares interoperables y conformes con Open Geospatial Consortium, como WMS, SLD, WFS, WCS y SOS.

## Funcionamiento del programa
Su funcionamiento básico está configurado en un fichero de texto que tiene la extensión ".map". En este fichero los datos del mapa se organizan en capas, a su vez dividida en una o más clases, donde en cada una de las cuales se pueden definir diferentes estilos visuales. Esta estructura permite la generación de mapas con una definición de estilos muy flexible que también puede depender de la escala del mapa.
El formato de salida de MapServer puede ser gráfico (mapa, leyenda, escala, métricas, visión general) o alfanumérico (el resultado de una consulta de datos alfanuméricos o espacial), dependiendo de la solicitud. El archivo ".map" también incluye la posibilidad de fusionar la producción de una plantilla de HTML MapServer para generar una página web de lectura fácil y agradable.

## Uso como servidor de mapas
La posibilidad de ser utilizado como servidor de mapas por terceros programas, siguiendo las especificaciones del OGC, o bien mediante la API MapScript, ha llevado a la creación de aplicaciones web basadas en MapServer, para la publicación de datos geoespaciales:
- CartoWeb Archivado el 6 de agosto de 2009 en Wayback Machine.
- Ka-Map
- Chameleon
- Pmapper